# بير جيسل
بير هاكن جيسل (بالسويدية: Per Gessle) (من مواليد 12 يناير 1959) هو مغني بوب وكاتب أغاني وعازف جيتار وهارمونيكا سويدي. يعد المغني الرئيسي في فرقة البوب السويدية غيلين تيدر كما شكل فرقة روكسيت مع المغنية ماري فريدريكسون كما كان جيسل كاتب الأغاني الرئيسي في كلتا الفرقتين.
مع مرض المغنية ماري فريدريكسون في عام 2002، عاد جيسل إلى تسجيل الألبومات المنفردة كما أعاد تشكيل فرقة غيلين تيدر في عام 2004 وأصبح فنانًا ناجحًا في موطنه الأصلي السويد حيث باع ألبومات متعددة صنفت بشهادة الأسطوانة البلاتينية.

## روابط خارجية
- بير جيسل على موقع IMDb (الإنجليزية)
- بير جيسل على موقع روتن توميتوز (الإنجليزية)
- بير جيسل على موقع ألو سيني (الفرنسية)
- بير جيسل على موقع ميوزك برينز (الإنجليزية)
- بير جيسل على موقع أول موفي (الإنجليزية)
- بير جيسل على موقع أول ميوزيك (الإنجليزية)
- بير جيسل على موقع أول ميوزيك (الإنجليزية)
- بير جيسل على موقع أول ميوزيك (الإنجليزية)
- بير جيسل على موقع ديسكوغز (الإنجليزية)
- بير جيسل على موقع ديسكوغز (الإنجليزية)